# هری بل (بازیکن فوتبال، زاده ۱۹۲۴)
هری بل (انگلیسی: Harry Bell; ۱۴ اکتبر ۱۹۲۴ – ۲۲ آوریل ۲۰۱۴) بازیکن فوتبال اهل بریتانیا بود.
از باشگاه‌هایی که در آن بازی کرده‌است می‌توان به باشگاه فوتبال میدلزبرو و باشگاه فوتبال دارلینگتون اشاره کرد.